# Rodney Moore
Rodney Moore alias The King of Cream, född 9 maj 1950, är regissör av pornografisk film. Han har regisserat över 85 filmer sedan 1992 och även medverkat som skådespelare i över 75 filmer.